# Giacomo Amato
Giacomo Amato (14 de Maio de 1643 em Palermo – 26 de Dezembro de 1732 em Palermo) foi um arquitecto siciliano. Foi aluno de Carlo Fontana.

## Biografia
Pertencente à ordem dos Camilianos, Amato treinou desde muito jovem em Roma com Carlo Rainaldi . Em Roma, também colaborou na construção da Igreja da Madalena . De volta à sua terra natal, importou os ensinamentos do mestre e aqueles derivados do estudo das obras de Carlo Fontana para as igrejas de Santa Maria della Pietà e Santa Teresa alla Kalsa, em Palermo .
Foi aluno de Paolo Amato . 
A fachada de Santa Teresa é particularmente significativa neste sentido: duas ordens marcadas por elementos verticais (pilastras, semicolunas, colunas livres) cuja plasticidade aumenta progressivamente em correspondência com o eixo central, uma grande janela no centro da segunda ordem, um tondo com baixo-relevo, rodeado por querubins, acima do portal (elemento retirado de San Marcello al Corso ).
Entre os seus projetos para igrejas e oratórios, destacam-se algumas obras em colaboração com Giacomo Serpotta e a sua grande família de estucadores, como o Oratório de San Lorenzo e o Oratório do Rosário de San Domenico .

## Obra

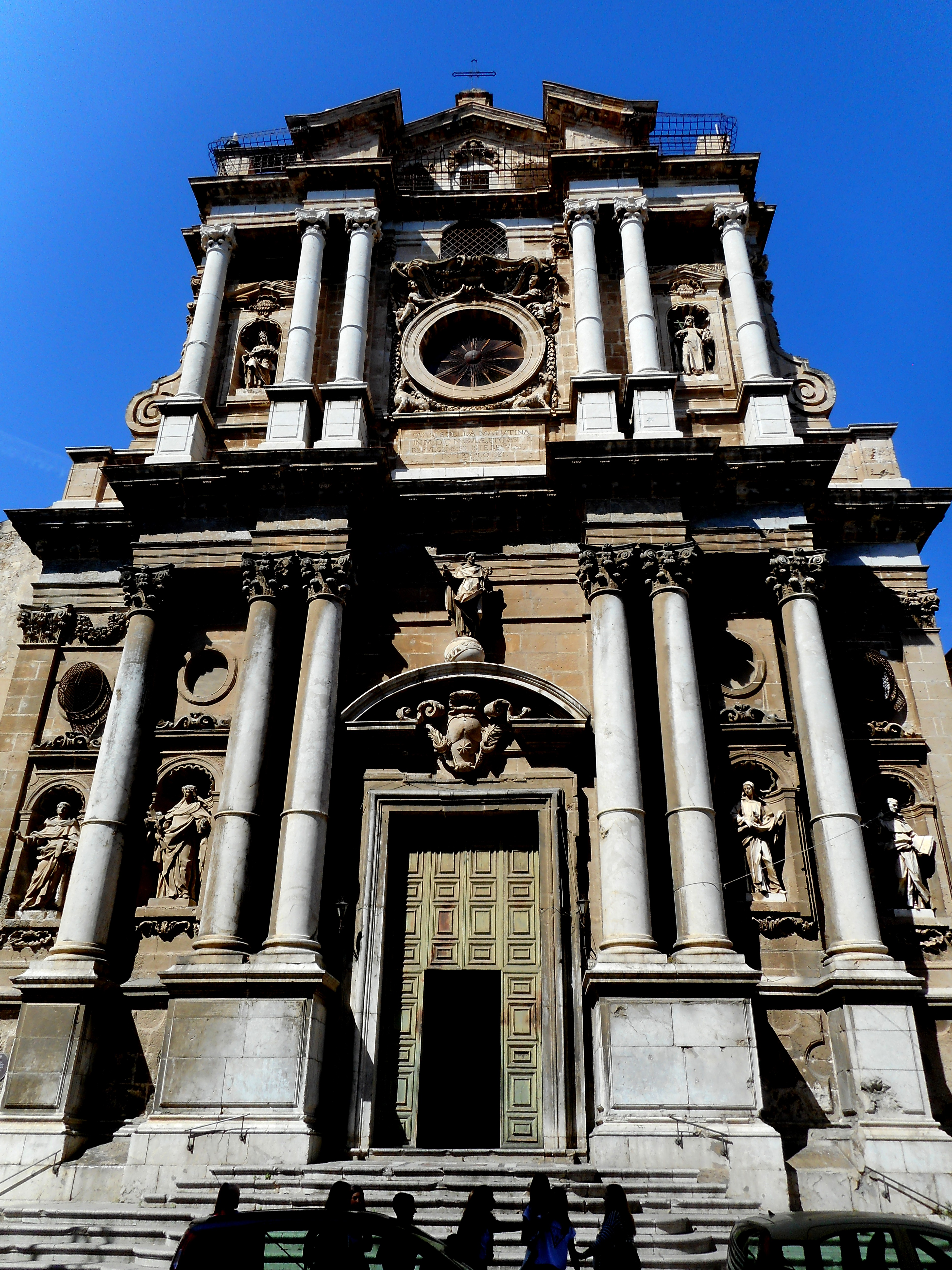
Santa Maria da Misericórdia

- Santa Maria da Misericórdia 1689 - 1708 cerca., Igreja de Santa Maria della Pietà .
- 1686, Igreja de Santa Teresa alla Kalsa .
- 1686 - 1689, Igreja de San Mattia do Noviciado dos Crociferi.

Projetos e esboços para a criação de estruturas/decorações em mármore policromado na igreja de Santa Caterina d'Alessandria e na igreja da Imaculada Conceição .

## Artigos relacionados
- Palermo
- James Serpotta